# Don McKay
Don McKay (Buttermilk Hill, 18 gennaio 1925 – Manhattan, 26 dicembre 2018) è stato un attore, cantante e ballerino statunitense, attivo in campo teatrale, televisivo e cinematografico.

## Biografia
Nato in West Virginia, Don McKay è noto soprattutto come interprete di musical a Broadway, Londra e numerose produzione regionali in tutti gli Stati Uniti. Nel 1951 fece il suo debutto a Broadway nel musical Make a Wish, per poi tornare a recitare a New York pochi mesi dopo con Top Banana. Dopo aver recitato in produzioni regionali di Carousel e Il mago di Oz (1952), McKay ottenne il suo più grande successo nel 1958, quanto interpretò il protagonista Tony nella prima britannica del musical West Side Story in scena all'His Majesty's Theatre di Londra per tre anni di repliche. McKay non recitò in solo tre delle oltre mille repliche londinesi del musical, recitando anche di fronte alla Regina madre. Nel 1961 tornò a recitare negli Stati Uniti con i musical The King and I e Carousel, per poi tornare a recitare sulle scene londinesi nel 1963 con lo show di Leonard Bernstein On the Town. Nel 1964 interpretà nuovamente Tony in West Side Story, prima a Tokyo e poi in un allestimento in scena al City Center di New York per un mese. Sempre nello stesso anno ricoprì i panni di Joseph Cable nel musical Premio Pulitzer South Pacific in scena a Pittsburgh. Successivamente, McKay recitò soprattutto a Kenley, dove ricoprì ruoli principali nei musical Kismet (1966), Finian's Rainbow (1967), My Fair Lady (1969) e Milk and Honey (1972).

## Filmografia parziale
- È nata una stella (A Star is Born), regia di George Cukor (1954)